# Ethniki Odos 26
Die Ethniki Odos 26 (griechisch Εθνική Οδός 26 ‚Nationalstraße 26‘) ist eine 67 km lange Straßenverbindung in Griechenland. Sie verbindet Elassona mit der Straße EO 15 nördlich von Kalambaka.

## Verlauf
Die Straße zweigt in Elassona (griechisch Ελασσόνα) zunächst nach Südwesten von der Ethniki Odos 3 ab, führt nach Kefalovrysso und weiter nach Nordwesten nach Deskati (Δεσκάτη). Von dort setzt sie sich nach Südwesten über Paraskevi und Kerassoula in das Tal des Flusses Ion fort. Diesem folgt sie bis zu ihrem Ende an der Einmündung in die Ethniki Odos 15 südlich von Agiofyllo.